# Högen, Nordanstigs kommun
Högen är en ort i Bergsjö socken i Nordanstigs kommun. Den ligger cirka 4 kilometer söder om Bergsjö och invid Storsjön.

## Administrativ historik
SCB räknade Högen som en småort vid avgränsningen 1995 och den hade då 53 invånare över 16 hektar. Till nästa avgränsning, år 2000, hade befolkningen sjunkit under 50 personer och området förlorade sin status som småort. År 2005 blev det återigen en småort, denna gång med 56 invånare för att 2010 återigen inte räknas som småort. 2015 klassas orten än en gång som småort.

## Samhället
Byn består av enfamiljshus och bondgårdar. Före 1962 hade byn egen järnvägsstation vid Norra Hälsinglands Järnväg.